# 本山 (茶)
本山是乌龙茶的一种，原产于福建省泉州市安溪县西坪镇，是中国茶都安溪县的四大名茶之一。本山在安溪所有乌龙茶中产量位居第三，在安溪西坪、长坑、蓬莱、芦田等乡镇均有种植。本山汤色橙黄色或清黄色，味清纯，略浓厚，较铁观音清淡。